# ترنس بیسلی
ترنس بیسلی (انگلیسی: Terence Beesley؛ ‏ ۷ سپتامبر ۱۹۵۷ – ۳۰ نوامبر ۲۰۱۷) بازیگر اهل بریتانیا بود.
از فیلم‌ها یا مجموعه‌های تلویزیونی که وی در آن‌ها نقش داشته‌است، می‌توان به پوآرو، ایست‌اندرز، آدمکشان میدسامر، تلفات، شبح اپرا و لندن سقوط کرده‌است اشاره نمود.